# Michail Kozlovski

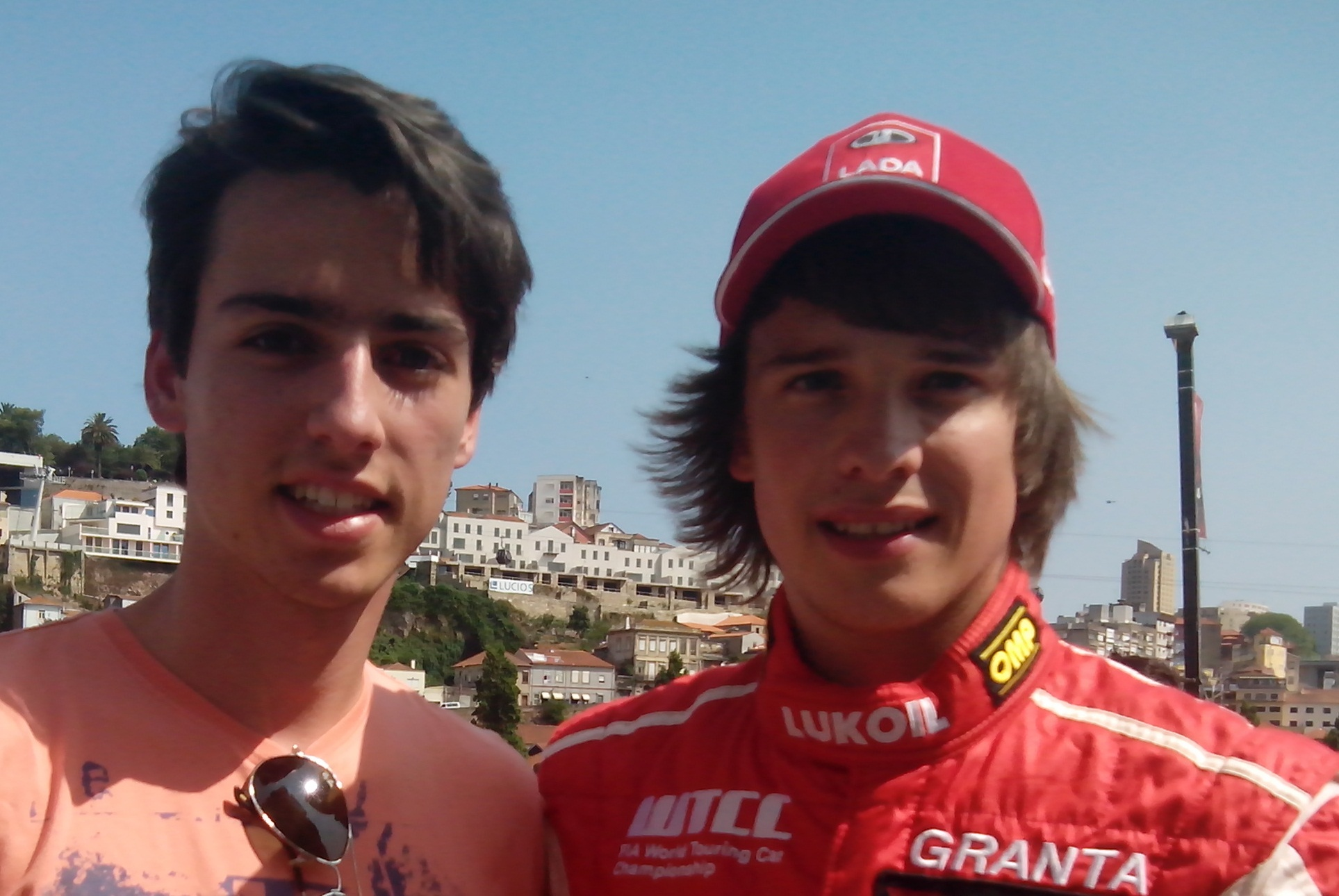
Michail Kozlovski (rechts) met een fan in 2013.

Michail Sergejevitsj Kozlovski (Russisch: Михаил Сергеевич Козловский) (Leningrad, 17 oktober 1989) is een Russisch autocoureur.

## Carrière
Kozlovski was tot 2005 actief in het karting. In dat jaar stapte hij over naar het formuleracing, waar hij vijfde werd in de Formule RUS. Het jaar daarop eindigde hij als zesde in de Formule 1600 Rusland.
Na een jaar pauze stapte Kozlovski in 2008 over naar de touring cars, waar hij kampioen werd in de Russische Seat Leon Cup. In 2009 stapte hij over naar het Russian Touring Light Championship, waar hij een Ford Fiesta reed. Nadat hij in zijn eerste seizoen als tweede eindigde, werd hij in 2010 kampioen in dit kampioenschap. In 2011 reed hij in de European Production Series, waar hij vier overwinningen behaalde. In 2012 reed hij in een Lada Granta in het Russian Touring Car Championship, waar hij zevende werd in het kampioenschap.
In het WTCC seizoen 2013 stapte Kozlovski vanaf het tweede raceweekend op het Stratencircuit Marrakesh in bij het Lada Sport Lukoil-fabrieksteam in het World Touring Car Championship in een Lada Granta om de ontslagen Aleksej Doedoekalo te vervangen en te rijden naast de ervaren WTCC-coureur James Thompson.